# 苏家店镇 (桦川县)
苏家店镇，是中华人民共和国黑龙江省佳木斯市桦川县下辖的一个乡镇级行政单位。

## 行政区划
苏家店镇下辖以下地区：
苏家店村、自新村、兴光村、新胜村、朱家村、八家子村、北山村、中安村、集贤村、团结村和桦树川村。